# Palácio Nacional da Ajuda
Het Palácio Nacional da Ajuda is een monument gebouwd in  neoklassieke stijl gelegen in de freguesia  Ajuda in de Portugese hoofdstad Lissabon. Oorspronkelijk stond op deze locatie een houten gebouw dat dienst deed als tijdelijke residentie van de koninklijke familie na de  aardbeving van 1755

## Geschiedenis
In 1795 werd gestart met de bouw van het paleis. Gedurende het bouwproces werd het project meerdere keren stilgelegd of vertraagd door onder andere financiële beperkingen en politieke conflicten. Tijdens het bewind van koning  Lodewijk I (Portugees: Luís I) en zijn vrouw  Maria Pia van Savoye (Portugees: Maria Pia de Saboia), werd het paleis in 1861 de permanente residentie van het koninklijk huis. In 1910, na de proclamatie van de Portugese Republiek, werd het paleis wederom gesloten en in 1968 heropend voor het publiek als museum. Naast de functie als museum, wordt het gebouw nog steeds gebruikt door de Portugese staat voor officiële ceremonies.

## Collecties
Het paleis heeft verschillende belangrijke collecties decoratieve kunst van tussen de 15e en 20e eeuw.

### Keramiek
De  keramiek-collectie speelt een prominente rol in te kunsttentoonstelling in het paleis. Deze collectie bevat ongeveer 17.000 stukken porselein,  faience en steengoed, voornamelijk van Europese en Oosterse fabricage.

### Beeldhouwwerk
Momenteel bevat de collectie beelden in het paleis zo'n vierhonderd werken, vooral geproduceerd tussen de eerste helft van de 19e eeuw en begin 20e eeuw. De beelden zijn gemaakt van marmer, brons, hout, ivoor en gips met invloeden uit Portugal, Italië en Frankrijk.

### Fotografie
Een verzameling met werken van verschillende auteurs laat de geschiedenis van fotografie in Portugal zien. De ongeveer 7000 verzamelstukken worden vertegenwoordigd door meer dan 300 fotografen.

### Juwelen
De sieradencollectie wordt gekenmerkt door een grote diversiteit aan typologieën en herkomsten, van eind 17e tot eind 19e eeuw. De collectie kan worden onderverdeeld in twee hoofdonderwerpen, de kroonjuwelen (Portugees: Jóias da Coroa), met voornamelijk 18e-eeuwse in eigen land geproduceerde sieraden. Het overige deel van de sieraden valt onder de zogenoemde alledaagse collectie (Portugees: Jóias do Quotidiano).

### Metalen
Deze collectie bevat een divers aanbod met stukken voor decoratieve en utilitaire doeleinden, voornamelijk geproduceerd in de 19e eeuw. De objecten zijn veelal gemaakt van brons, messing en koperlegeringen, vaak in combinatie met andere materialen zoals hard gesteente, goud of silver. De voorwerpen zijn grotendeels geproduceerd in Europa.

### Meubilair
De meubelset van het paleis werd in de tweede helft van de 19e eeuw samengesteld door het koninklijk huis. De collectie bevat meubels van meerdere Europese stijlen, vermengd met oosterse, exotische en naturalistische invloeden.

### Goud en zilverwerk
De collectie goud- en zilverwerk is afkomstig uit de periode tussen de 14e en de 20e eeuw. Het bestaat uit drie hoofdkernen: kroonzilver, religieuze sieraden en decoratief en utilitair zilverwerk.

### Schilderijen
In het paleis zijn meer dan 450 olieverfschilderijen en ongeveer 880 items waaronder aquarellen, tekeningen, pastels en schetsboeken te bewonderen. Dit zijn voornamelijk stukken die zij geërfd uit koninklijke collecties.

### Textiel
De oorsprong van de textielcollectie ligt op het voormalige landgoed van het koninklijk huis. Het omvat kunstvoorwerpen uit de oude koninklijke collecties van de 17e en 18e eeuw.

### Gebruiksvoorwerpen
De collectie gebruiksvoorwerpen bestaat uit stukken uit de collectie van het Portugese koningshuis en enkele schenkingen, voornamelijk uit de 19e eeuw. De collectie bestaat uit ongeveer 2000 stukken van grote diversiteit, waaronder de oude keukenuitrusting van het koninklijk huis, kachels, verlichting en persoonlijke voorwerpen.

### Glas
Evenals de collectie gebruiksvoorwerpen, komt ook de glascollectie voornamelijk uit de collectie van het koninklijk huis. Het omvat ongeveer 12.500 stukken gebruiks- en decoratief glas, lampen en ruiten. Grotendeels dateert het glaswerk uit de tweede helft van de 19e en het begin van de 20e eeuw.